# Dean Court
Il Dean Court, noto anche come Vitality Stadium per motivi di sponsorizzazione, è uno stadio multiuso di Bournemouth, in Inghilterra. Utilizzato principalmente per il calcio, ospita le partite casalinghe dell'AFC Bournemouth.

## Storia
Nel 1910 il Boscombe Football Club ricevette un pezzo di terra dalla famiglia Cooper-Dean, da cui prese il nome il terreno, collocato sul sito di una vecchia cava di ghiaia. Il campo da gioco non fu costruito in tempo per l'inizio della stagione 1910-1911. Di conseguenza il club giocò nell'adiacente King's Park fino a quando si trasferì al Dean Court nel dicembre 1910. Tuttavia le strutture del club non erano ancora pronte e inizialmente i giocatori, non potendo usufruire di uno spogliatoio, per cambiarsi gli abiti ricorrevano a un hotel vicino. I primi lavori consentirono di edificare una tribuna di 300 posti.
Nel 1923 il club fu promosso nella Division Three South della Football League e cambiò il proprio nome in Bournemouth & Boscombe Athletic Football Club. La prima partita di Football League giocata al Dean Court, un pareggio per 0-0 contro lo Swindon Town, si tenne il 1º settembre 1923, di fronte a 7 000 spettatori. Successivi miglioramenti del terreno furono apportati in seguito all'acquisto di allestimenti dalla British Empire Exhibition di Wembley, che permisero la realizzazione di una tribuna di 3 700 posti. Nel 1936 fu aggiunta una gradinata coperta all'estremità meridionale del terreno.
Il record di presenze in campionato per una partita del Bournemouth & Boscombe Athletic fu stabilito il 14 aprile 1948, quando 25 495 spettatori assistettero alla sconfitta per 1-0 contro il QPR. Il record generale di presenze fu stabilito il 2 marzo 1957, quando 28 799 spettatori guardarono una partita di FA Cup contro il Manchester Utd. Poco dopo fu aggiunto un tetto alla tribuna occidentale.
Il club acquisì altro terreno dietro l'estremità settentrionale del campo, con l'intenzione di ampliare la tribuna e costruire un centro ricreativo, ma durante la sua costruzione, a causa della penuria di finanze, abbandonò il progetto nel 1984. Di conseguenza la struttura costruita a metà fu demolita e in quella parte del sito furono costruite delle abitazioni. Il record negativo di presenze nella Football League per un match casalingo del club fu stabilito il 4 marzo 1986, quando solo 1 873 spettatori videro un pareggio per 2-2 contro il Lincoln City.
Il terreno fu completamente ricostruito nel 2001, con la falda ruotata di novanta gradi rispetto alla posizione originaria e il terreno allontanato dalle abitazioni adiacenti. Poiché i lavori non furono terminati in tempo per l'inizio della stagione 2001-2002, il Bournemouth giocò le prime otto partite di quell'annata all'Avenue Stadium della vicina Dorchester. Quando il Dean Court riaprì con una partita contro il Wrexham del 10 novembre 2001, assunse il nome di Fitness First Stadium per ragioni di sponsorizzazione. Sebbene sia stato ricostruito come uno stadio a tre lati con una capienza di 9 600 posti, i posti a sedere furono collocati nell'estremità meridionale non ancora ultimata nell'autunno del 2005. Il 24 febbraio 2004 James Hayter del Bournemouth realizzò la tripletta più veloce di sempre della Football League al Dean Court, segnando tre gol in 2 minuti e 20 secondi nella partita vinta per 6-0 sul Wrexham. Nel dicembre 2005 il club perfezionò la cessione dello stadio secondo un accordo di vendita e retrolocazione con la società immobiliare londinese Structadene.
Nel 2010-2011, stagione durante la quale lo stadio ebbe il nome di  Classic Eyes Stadium per ragioni commerciali, fu costruita una tribuna meridionale temporanea, che fu rimossa durante la stagione 2011-2012 dopo il calo delle presenze. Nel luglio 2011 lo stadio fu ridenominato Seward Stadium dopo la vendita dei diritti di denominazione a Seward Motor Group. Dopo l'entrata in amministrazione di Seward nel febbraio 2012, lo stadio fu ribattezzato Goldsands Stadium secondo un accordo biennale. Durante l'estate del 2013 fu costruita una tribuna da 2 400 posti sull'estremità non edificata del terreno, a seguito della promozione del club in Football League Championship. Nel luglio 2013 la tribuna fu intitolata all'ex attaccante del club Ted MacDougall.
Nell'agosto 2014 il presidente Jeff Mostyn dichiarò che il club stava valutando la possibilità di riqualificare lo stadio piuttosto che trasferirsi a Matchams. Essendo la capienza limitata a 11 464 posti (considerata piccola anche per un club della Football League One e, fino alla promozione del Luton Town nel 2023, la più piccola per uno stadio nella storia della Premier League), il club valutò l'opzione di costruire una nuova tribuna permanente e riempire gli angoli dello stadio, portando il totale dei posti a sedere a circa 14 000, in caso di successo in Premier League. Nel luglio 2015 i diritti di denominazione dello stadio cambiarono nuovamente di proprietà e lo stadio fu ridenominato Vitality Stadium.
Nel maggio 2016 il Bournemouth annunciò che non avrebbe aggiunto nuovi posto allo stadio in tempo per la stagione di Premier League seguente. La decisione di ritardare i piani di riqualificazione fu assunta dopo una riunione del consiglio direttivo. Il Dean Court era in quel momento lo stadio con la capienza più ridotta della Premier League.
Nel dicembre 2016 il club comunicò l'intenzione di trovare un nuovo sito a causa delle vicende legali in corso riguardanti la proprietà del terreno.
Nel luglio 2017 il club confermò che stava cercando di costruire un nuovo stadio vicino all'attuale sede di Kings Park.
Nel febbraio 2022 lo stadio fu danneggiato da Eunice, una tempesta insolitamente intensa. La partita di seconda serie contro il Nottingham Forest, prevista per il 18 febbraio, fu rinviata.